# Asyut
Asyut oder Assiut (auch Siut oder Syut; arabisch أسيوط Asyūt, DMG Asyūṭ; koptisch ⲥⲓⲟⲟⲩⲧ Syowt, altägyptisch Sauti und Satju; griechisch Lykopolis) ist eine Stadt in Mittelägypten mit 462.061 Einwohnern (2017) und Hauptstadt des gleichnamigen Gouvernements. Assiut liegt 375 km südlich von Kairo auf dem westlichen Nilufer. Die Stadt ist wichtiger Verkehrsknotenpunkt für Fahrten in das Neue Tal in der Libyschen Wüste.

## Lage und Bedeutung, Bevölkerung, Klima

### Lage und Bedeutung
Die Stadt Assiut befindet sich am südlichen Ende des unteren Niltals auf dem westlichen Nilufer 375 km südlich von Kairo, 125 km südlich von al-Minya, 100 km nördlich von Sohag und 305 km nördlich von Luxor. Die Lage der Stadt war in der Antike strategisch wichtig. 30 km nördlich von Assiut sperrt der Dschabal al-Fōda das gesamte Ostufer ab, und das Niltal ist an dieser Stelle nur etwa 20 km breit.
Zudem beginnt in Assiut eine der bedeutendsten antiken Karawanenstraßen, der Darb al-Arba'in. Diese Route führt durch die Senke al-Charga bis nach Darfur im heutigen Sudan. Nach ca. 40 km zweigt vom Darb al-Arba'in eine Route ab, die zum Darb aṭ-Ṭawīl führt, der seinen Ausgangspunkt in Manfalut besitzt. Über die letztgenannte Route gelangt man nach Balat, von dieser wiederum zweigt etwa 75 km vor Balat der Darb al-Chaschabiyy nach Qasr ad-Dachla ab. Beide Orte gehören zur Senke ad-Dachla.
Seit 1875 ist die Stadt an das Eisenbahnnetz angebunden.
Die Stadt trat in der Vergangenheit nur gelegentlich hervor. Assiut war im alten Ägypten die Hauptstadt des 13. oberägyptischen Gaus („Vorderer Sykomorengau“). In islamischer Zeit war sie zuerst Bezirkshauptstadt (arabisch مركز Markaz), heutzutage die Hauptstadt des gleichnamigen Gouvernements.

### Bevölkerung
Die Bevölkerung nahm stetig zu, besonders stark aber seit etwa 1970. 1876 hatte Aysut 28.000 Einwohner, 42.000 vor dem Ersten Weltkrieg, 1928 dann 51.431 und 1960 schließlich 120.000. Für 1996 lag die Einwohnerzahl bei 343.500, 2017 bei 462.061. Assiut ist eine der Städte mit dem höchsten Anteil an koptischen Christen.

### Klima
Klimatisch ist Assiut geprägt durch das ganze Jahr über sehr wenige Niederschläge, hohen Temperaturen und großen Temperaturunterschieden zwischen Tag und Nacht. In den Sommermonaten liegen die Höchstwerte durchschnittlich bei über 35 °C, nachts kühlt es kaum auf unter 20 °C ab. Im Winter liegen die Höchstwerte bei um die 20 °C, nachts kühlt es auf 5 °C bis 10 °C ab. Insgesamt ist es etwas wärmer als weiter stromabwärts (zum Beispiel in Bani Suwaif), aber nicht ganz so heiß wie weiter stromaufwärts (zum Beispiel in Qina).
|                       | Jan  | Feb  | Mär  | Apr  | Mai  | Jun  | Jul  | Aug  | Sep  | Okt  | Nov  | Dez  |   |      |
| Mittl. Tagesmax. (°C) | 19,3 | 21,7 | 25,1 | 31,4 | 35,2 | 37,1 | 36,5 | 36,0 | 34,2 | 30,5 | 25,1 | 20,3 | ⌀ | 29,4 |
| Mittl. Tagesmin. (°C) | 4,7  | 6,3  | 9,7  | 14,5 | 18,6 | 21,3 | 22,0 | 21,9 | 19,6 | 16,2 | 10,7 | 6,7  | ⌀ | 14,4 |
|                       |      |      |      |      |      |      |      |      |      |      |      |      |   |      |
| Luftfeuchtigkeit (%)  | 52   | 42   | 36   | 28   | 25   | 27   | 32   | 36   | 40   | 42   | 48   | 52   | ⌀ | 38,3 |

| 4,7 |

| 6,3 |

| 9,7 |

| 14,5 |

| 18,6 |

| 21,3 |

| 22,0 |

| 21,9 |

| 19,6 |

| 16,2 |

| 10,7 |

| 6,7 |

| 4,7 |

| 6,3 |

| 9,7 |

| 14,5 |

| 18,6 |

| 21,3 |

| 22,0 |

| 21,9 |

| 19,6 |

| 16,2 |

| 10,7 |

| 6,7 |

## Wortherkunft
Die heutige Bezeichnung leitet sich von der altägyptischen Bezeichnung Z3wt(j), in griechisch-römischer Zeit auch Z3w.dj genannt, ab, das Wache oder Wächter bedeutet und Bezug auf seine strategische Lage nimmt. Die Assyrer nannten diese Stadt Šijāutu. Die Griechen nannten diese Stadt zudem Λύκων πόλις (Lúkōn pólis, Lykopolis, „Wolfsstadt“) nach der hier verehrten Gottheit Upuaut (Wepwawet).
In koptischer Zeit wurde die Stadt ⲤⲒⲞⲞⲨⲦ, Siout, oder ⲤⲒⲰⲞⲨⲦ genannt, aus der die hocharabische Bezeichnung أسيوط Usyūṭ entstand. Erst im 15. Jahrhundert setzte sich die umgangssprachliche Nennung Asyūṭ durch.

## Geschichte

### Altes Ägypten
Sauti ist im Alten Reich bereits in den Pyramidentexten 630 und 1634 bezeugt; daneben in der Titulatur des Minnefer (5. Dynastie) und auf einem Siegelzylinder des Pepi I. Die Stadt trat aber erst in der Zeit der Neuordnung Ägyptens nach dem Zusammenbruch der Zentralregierung hervor und verfügt aus dieser Zeit über vereinzelte archäologische Belege. Als Hauptstadt des 13. oberägyptische Gaues gehört sie in der 9./10. Dynastie zum Einflussbereich der Herakleopoliten, der Gaufürsten des 20. oberägyptischen Gaus, mit denen die hiesigen Gaufürsten wohl auch verwandt waren. Die Inhaber der hiesigen Gaufürstengräber Jtj-jb-j (Tefib), Cheti II. und Cheti I. berichten in ihren Biografien über Kämpfe mit dem südlichen Nachbargau Theben. Nach anfänglichen Erfolgen fällt aber Sauti schlussendlich in den Machtbereich der Thebaner.
Zu den bedeutendsten Denkmälern aus dieser Zeit zählen die Gaufürstengräber im Westen des heutigen Assiut am Kalksteinhügel Isṭabl ʿAntār (nicht zu verwechseln mit der gleichnamigen Stätte südlich von Beni Hasan). Die ursprünglich von Griffith postulierte zeitliche Reihung – sie entspricht ihrer geografischen Reihung von Süd nach Nord – Jtj-jb-j (Grab 3), Cheti II. (Grab 4) und Cheti I. (Grab 5) wird heutzutage wieder als korrekt angesehen. Das Grab Chetis II. ist für seine Darstellungen von Polizeitruppen berühmt („Soldatengrab“). Neben diesen Bestattungen wurden zahlreiche Funde von Särgen und Bestattungen dokumentiert, die ebenfalls aus dieser Zeit stammen. Weitere Grabanlagen kamen bei neueren Grabungen zwischen 2003 und 2014 zu Tage, dazu gehören die Grabanlagen des Itiibiqer (N13.1).

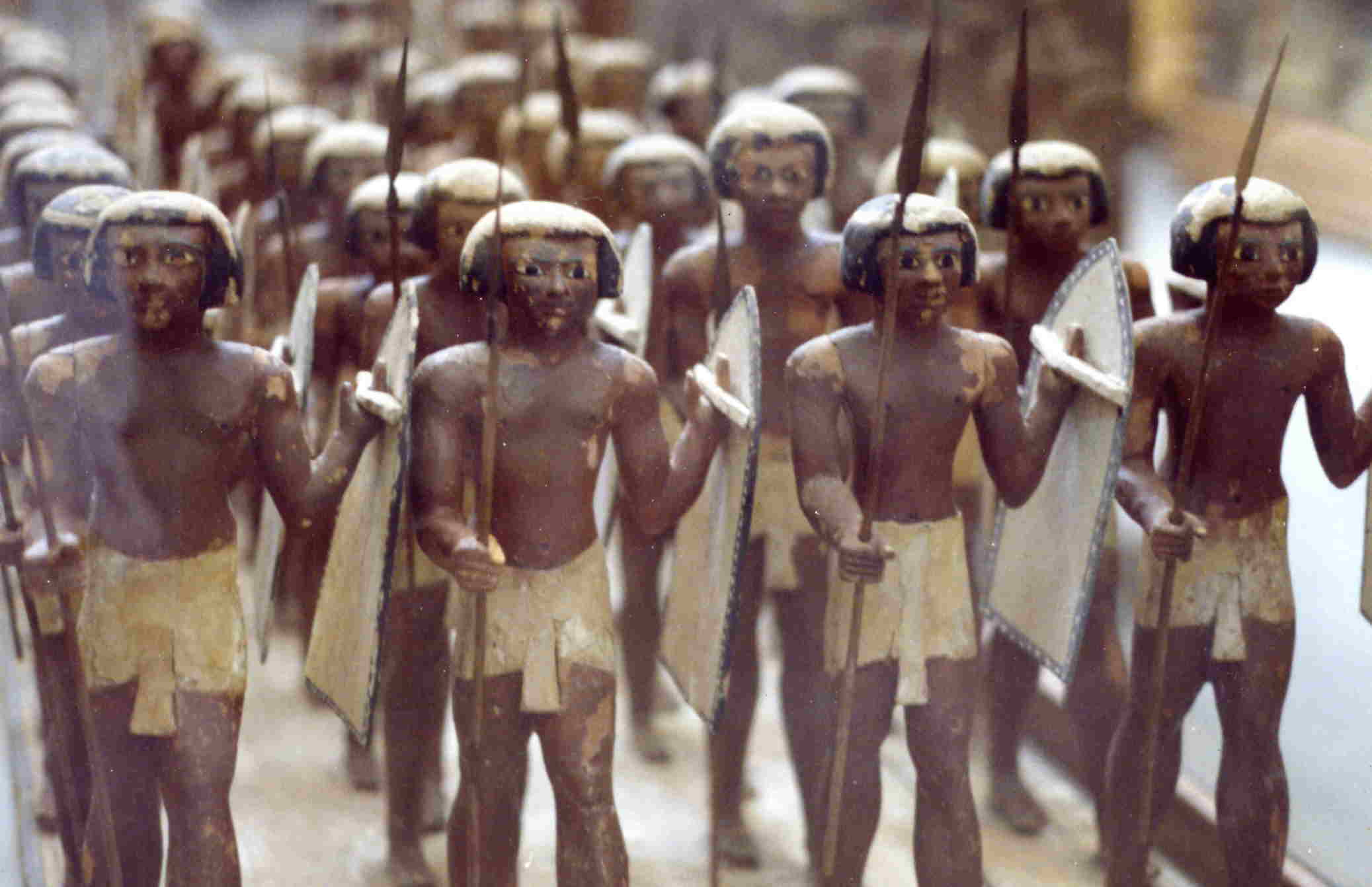
Figuren von ägyptischen Lanzenkämpfer aus dem Grab des Mesehti

In die Zeit Ende der 11. Dynastie/Anfang der 12. Dynastie fällt das 1894 entdeckte Grab des Bürgermeisters und Prophetenvorstehers des Upuaut, Mesehti. Zu den Grabfunden gehören zwei Särge (CG 28118, 28119), eine Alabasterstatue und die Modelle mit je vierzig nubischen Bogenschützen (CG 257) und ägyptischen Lanzenkämpfern (CG 258), die heute im Ägyptischen Museum zu Kairo ausgestellt sind.
Im Mittleren Reich spielte die Stadt keine politische Rolle. Aus dem Mittleren Reich stammen die Gräber der Gaufürsten Hepdjefa I., Hepdjefa II. und Hepdjefa III., die sich ebenfalls auf dem Gräberberg befinden. Insbesondere das Grab des Hepdjefa I. erlangte Berühmtheit. Der während der Zeit von Sesostris I. lebende Gaufürst lässt in seinem Grab den Text von zehn Verträgen anbringen, die seinen Totenkult absichern sollen. Im Grab des Hepdjefa III. (Salachana-Grab) wurden 600 Stelen, darunter zahlreiche Votivstelen für die hier verehrten Götter, Papyri und Wolfsmumien gefunden.
In der Zweiten Zwischenzeit erlangte die Stadt eine gewisse Selbständigkeit. Am Ende der Zweiten Zwischenzeit wird die Stadt im Rahmen der Feldzüge des Königs Kamose (17. Dynastie) erwähnt.
Auch aus dem Neuen Reich gibt es einige archäologischen Belege. Darunter befinden sich die 600 schon erwähnten Stelen aus dem Grab von Hepdjefa III., die einen hier entstehenden Kult belegen. Aus der Nekropole, die jetzt weiter südlich liegt (beim heutigen Ort Dair Durunka), stammen bedeutenden Grabanlagen, wie die des Scheunenvorstehers Siese, der unter Ramses II. ein hoher Beamter war, und das mit Reliefs dekorierte Grab des obersten Vorlesepriesters Amenhotep aus derselben Zeit. Die Stadt wird auch im thebanischen Grab des Wesirs Rechmire (TT100) aus der Zeit Thutmosis III. im Zusammenhang mit Tributzahlungen an Theben erwähnt. Grabfunde belegen, dass die hiesigen Gräber in der Spätzeit und in griechisch-römischer Zeit wiederverwendet wurden. Aus dieser Zeit stammen auch Papyrusfunde.
In dieser Stadt wurden mehrere Götter verehrt. Der bedeutendste ist der meist schakal- oder hundsköpfig dargestellte Totengott Upuaut (auch Wepwawet, der „Wegeöffner“), Herr von Assiut, dem zu Ehren auch ein Tempel errichtet wurde. Von diesem Gott, der von den Griechen fälschlicherweise als Wolf angesehen wurde, wurde der griechische Name der Stadt Lykopolis abgeleitet. Im engen Zusammenhang mit ihm steht der Totengott Anubis (von Raqereret), der in der benachbarten Nekropole verehrt wurde. Weitere verehrte Gottheiten sind Osiris (Herr von Assiut), Hathor (Herrin von Medjedni), bzw. Isis (Herrin von Medjedni, sie gilt als Mutter des Upuaut), Hereret, Amun-Re, Ptah und Thot.
Der oder die Tempel lagen wohl in der Stadt selbst, sind aber bis heute archäologisch nicht nachgewiesen worden. Es ist bekannt, dass ein Tempel für Upuaut unter Thutmosis III. errichtet wurde und dass Ramses III. einen Tempel für Upuaut restaurieren und zwei Totentempel für sich errichten ließ (Papyrus Harris I).

### Geschichte seit der Zeitenwende

#### Antike
Angeblich ist die Stadt der Geburtsort Plotins, des Begründers der neuplatonischen Philosophenschule.
Die Stadt ist in römischer und byzantinischer Zeit eines der bedeutendsten Zentren der koptischen Christen. Sie lebten hier mindestens seit der Zeit der Diokletianischen Christenverfolgung. Zu den hiesigen Märtyrern zählen die hl. Thekla und Phoibammon.
Die Stadt ist Geburts- und Wirkungsstätte wichtiger Heiliger, so zum Beispiel Victor von Schu, der hl. Claudius von Antiochien und Johannes von Lykopolis (320–395). Von letzterem, der als Asket etwa fünf Jahrzehnte in einer Zelle des Gräberberges lebte, wurde berichtet, dass er nur über ein Fenster mit der Außenwelt kommuniziere. Er war als Weissager sehr geschätzt. Seine berühmteste Weissagung betraf den Sieg des Kaisers Theodosius I. über seinen Widersacher Eugenius im Jahr 394.
Assiut ist schon früh Bischofssitz der koptischen Kirche. Zu den frühen Bischöfen gehören Apollonius von Lykopolis, Meletios von Lykopolis († 325), Plusanius von Lykopolis und Constantine von Lykopolis. In der Folgezeit gibt es nur noch wenig Aufzeichnungen zu den hiesigen Bischöfen. Unter der Bezeichnung Lycopolis war die Stadt bis 1947 auch ein Titularbistum der römisch-katholischen Kirche.

#### Mittelalter
Der Großraum Assiut wird von zahlreichen Klöstern überzogen. Der arabische Historiker al-Maqrizi (1364–1442) zählte zu beiden Seiten des Nils 360 Klöster, Abu Salih der Armenier (eigentlich Abū al-Makārim) benennt 60 Kirchen und sechs Klöster in oder bei Assiut. Auf dem Gräberberg von Assiut lassen sich heute noch die Ruinen zweier Klöster ausmachen, nämlich Deir el-Azzam und Deir el-Meitin. In der näheren und weiteren Entfernung zu Assiut gibt es heute noch zahlreiche Kirchen und Klöster, so die Klöster Dair Abū Bifām, Dair Abū Isḥāq, Dair Abū Maqrūfa, Dair Abū Mūshā, Dair al-ʿAwana, Dair al-Balāyza, Dair al-ʿIẓām, Dair al-Ǧabrawiyy, Dair al-Malāk Mīchāʾīl, ad-Dair al-Muḥarraq, Dair al-Muṭṭin, Dair an-Naṣārā, Dair Buqṭur Schū, das Nonnenkloster Dair Durunka, ad-Dair al-Muʿallaq (Dair Mār Mīnā), Dair Rīfā (Dair Rifeh) und Dair Tāsā.
Aus islamischer Zeit gibt es nur wenige Informationen, sie sind erst ab dem Ende der Mameluckenzeit verfügbar. Unter dem Pascha ʿAlī Bey fand hier 1769/1770 AD eine Revolte statt.
In der gesamten Zeit war die Stadt ein blühendes Zentrum für Handel, Landwirtschaft und Handwerk (siehe Handwerk und Wirtschaft).
Assiut brachte auch mehrere arabische Gelehrte aus der Familie der al-Asyūṭī hervor, der bedeutendste war Ǧalāl ad-Dīn al-Asyūṭī (gestorben 1505).

#### Moderne
Mit der Anlage des Ibrāhīmiyya-Kanals (arabisch الترعة الإبراهيمية at-Turʿa al-ibrāhīmiyya) 1873 und der Errichtung des Asyut-Stauwehrs 1902 wurde der großindustrielle Baumwollanbau möglich.
In der ersten Hälfte des 20. Jahrhunderts wurde hier die Missionsarbeit der Amerikanisch-presbyterianischen Kirche verstärkt.
Seit dem Ende der 1970er-Jahre entwickelte sie die Universität Assiut zum Zentrum der al-Dschamāʿa al-islāmiyya, die sich eine islamische Republik als Staatsform Ägyptens zum Ziel setzte. Sie wurde bis zur Ermordung Anwar as-Sadats am 6. Oktober 1981, an dem sie und die Organisation al-Dschihad beteiligt waren, toleriert. In der Woche nach Sadats Ermordung stürmten Islamisten Polizeistationen in Assiut und Kairo. Allein in Assiut kamen 55 Menschen ums Leben.
Am 8. September 1977 ereignete sich bei Assiut ein schwerer Eisenbahnunfall: Acht der elf Personenwagen des Schnellzugs Kairo–Assuan entgleisten. 25 Menschen starben, zahlreiche wurden darüber hinaus verletzt.
Die Attacken flammten Anfang der 1990er-Jahre erneut auf. Die al-Dschamaʿa al-islamiyya erklärte 1992 der Regierung Husni Mubaraks den Krieg. Nach mehreren Attacken wurden Mitglieder der Gruppierung Ende 1992, Anfang 1993 in mehreren Wellen verhaftet, zahlreiche Mitglieder wurden zum Tode verurteilt. Die Anschläge wurden auch 1993 bis 1997 fortgesetzt. Zu den Opfern gehören Kopten, ägyptische Offiziere und ausländische Touristen. Prominentestes Opfer wird am 14. Oktober 1994 der Literaturnobelpreisträger Nagib Mahfuz. Trauriger Höhepunkt war das Massaker in Luxor an 58 Touristen am 17. November 1997.
In den 1990er-Jahren nutzen Anhänger der al-Dschamaʿa al-islamiyya das auf einer Insel gelegene und 10 km von Assiut entfernte Dorf an-Nachaila als Unterschlupf. Am 1. März 2004 wurde hier der Drogen- und Waffenhändler Izzat Hanafi von ägyptischen Sicherheitskräften nach mehrtägigen Kämpfen festgenommen. An ihm und seinem Bruder wurde am 20. Juni 2006 das Todesurteil vollstreckt. Eine Zusammenarbeit mit der al-Dschamaʿa al-islamiyya ist aber nicht belegt.
Als Folge dieser Anschläge wurde der Tourismus in den Gouvernements Assiut und al-Minya Mitte der 1990er-Jahre bis 1999 ausgesetzt, danach ist er nur unter polizeilicher Präsenz möglich, die aber seitdem wieder deutlich verringert wurde.

### Forschungsgeschichte
Die Forschungsgeschichte reicht zwar etwa 300 Jahre zurück. Das Gebiet von Assiut ist jedoch niemals systematisch untersucht worden; die Untersuchungen betrafen fast ausschließlich die Gräber im Westen der Stadt. Die Grabfassaden und Türlaibungen aller Gräber sind heute nun aber völlig zerstört: sie wurden Opfer von Steinbruch. Insofern stellt die Dokumentation der Napoléonischen Expedition von 1799 eine der wichtigsten Quellen dar. Allerdings sind die Inschriften zum Teil gar nicht oder fehlerhaft kopiert worden.
Erneute Ausgrabungen wurden in den 1880er-Jahren von Francis Llewellyn Griffith für den Egypt Exploration Fund und zu Beginn des 20. Jahrhunderts von Émile Chassinat und Charles Palanque beziehungsweise in den 1930er-Jahren von Pierre Montet für das Institut français d’archéologie orientale vorgenommen. Zwischenzeitlich gab es auch Erkundungen durch David George Hogarth, Ernesto Schiaparelli und Ahmed Kamal, die aber nur teilweise veröffentlicht wurden.
Seit den 1960er-Jahren bis Anfang der 2000er-Jahre war das Areal von Istabl Antar militärisches Sperrgebiet, so dass sich Untersuchungen sehr erschwerten. Ab 1987 erfolgte eine fotografische Aufnahme der Gräber durch Donald B. Spanel. Seit 2003 wird die Nekropole erneut in einem Gemeinschaftsprojekt der Universitäten Sohag, Münster und Mainz untersucht. Parallel dazu unternimmt der ägyptische Antikendienst Anstrengungen, um wichtige Gebäude der Altstadt wie Moscheen und Karawansereien zu renovieren und einer wissenschaftlichen Analyse zu unterziehen.

## Wirtschaft und Infrastruktur

### Handwerk und Wirtschaft
In der gesamten Zeit war die Stadt ein blühendes Zentrum für Handel, Landwirtschaft und Handwerk. Zu den landwirtschaftlichen Erzeugnissen zählten Getreide, Datteln, Quitten und Gemüse. Zu den Handwerkserzeugnissen zählten Webartikel aus Wolle, Baumwolle und Leinen sowie Teppiche. Materialien zum Färben wie Alaun und Indigo erhielt man aus den nahe gelegenen Oasen. Weitere Erzeugnisse des hiesigen Handwerks waren Silberschmuck, Töpferwaren, Leder und Einlege-Holzarbeiten. Auch wenn das Handwerk stark zurückgegangen ist, so besteht es doch noch heute.
Ein reger Warenaustausch war durch die direkte Anbindung in den Sudan über den Darb al-Arba'in möglich. Die jährlichen Karawanen mit 1500 Kamelen brachten Sklaven, Elfenbein, Straußenfedern und andere Produkte aus dem Sudan im Austausch zu Produkten Ägyptens und seiner Nachbarländer. Heutzutage gibt es einen derartigen Austausch so gut wie gar nicht mehr. Um den Handel zu unterstützen, besaß Assiut zahlreiche Basare und Karawansereien. So beschreibt auch der Reisende Ibn Battūta das Assiut der Mameluckenzeit (14. Jahrhundert) als großartige Stadt mit wundervollen Märkten.
1902 wurde der Staudamm von Assiut fertiggestellt. Er reguliert unter anderem die Wasserzufuhr zum Ibrāhīmiyya-Kanal, der über eine Länge von 320 km die Felder in den Gouvernements Assiut, al-Minya und Beni Suef bewässert, was die Grundlage für den Anbau von Baumwolle insbesondere in der ersten Hälfte des 20. Jahrhunderts darstellte. Seit den 1980er-Jahren wird der Staudamm auch zur Energiegewinnung aus Wasserkraft eingesetzt.
Wichtig für die heutige Wirtschaft sind der Kalksteinabbau auf dem Ostufer nördlich von Assiut und die hiesige Zementfabrik CEMEX.
Im 21. Jahrhundert wurde und wird versucht, den Tourismus wieder zu etablieren. Die Voraussetzungen dafür sind vorhanden, es bleibt aber ein schwieriges Unterfangen, nachdem der Tourismus wegen islamistischer Anschläge bis 1999 ganz zum Erliegen kam.

### Universitäten
Die seit 1957 bestehende Universität Assiut verfügt Fakultäten für Naturwissenschaften, Ingenieurwesen, Medizin, Veterinärmedizin, Pharmazie, Wirtschaftswissenschaft, Jura, Kunst, Erziehungswissenschaft und Informatik. Sie ist die drittgrößte Universität Ägyptens mit 64.000 Studenten und befindet sich im Norden der Stadt.
Gegenüber dieser Universität gibt es die 1969 gegründete Zweigstelle der al-Azhar-Universität mit den Fakultäten für islamisches Recht, Theologie, Arabistik, Medizin, Pharmazie und Naturwissenschaften. Zudem gibt es auch eine islamwissenschaftliche Fakultät für Frauen.
Das Islamische Institut Fuads I. für Recht und Islamwissenschaften (arabisch معهد فؤاد الأول الديني, DMG Maʿhad Fuʿād al-awal ad-dīniyy) besteht seit 1928.

## Sehenswürdigkeiten der Stadt
Zu den Sehenswürdigkeiten zählen mehrere Moscheen (zum Beispiel die Moschee des Galal ad-Din as-Suyūtī und die al-Mudschāhidīn-Moschee), mehrere Karawansereien (zum Beispiel die Wikala Schalabi) und zahlreiche Kirchen im Basarviertel el-Qasriyya. Unweit des Ibrahimiyya-Kanals befindet sich die as-Salam-Oberschule mit einem Museum ägyptischer, sudanesischer und indischer Ausstellungsstücke. Hierzu gehören auch einige Funde von William Matthew Flinders Petrie aus Dair Rifa.

## Persönlichkeiten
- as-Suyūtī (1445–1505), islamischer Gelehrter
- Meletios von Lykopolis, Bischof
- Coluthus (5. Jahrhundert), griechischer Dichter
- Gamal Abdel Nasser (1918–1970), der zweite ägyptische Präsident nach der Revolution
- Schenuda III. (1923–2012), der ehemalige Patriarch von Alexandrien (geboren in der nordöstlichen Nachbarstadt Abnob)
- Ahmed Lutfi el-Sayed, ägyptischer Nationalist
- Badr Abdelatty (* 1966), ägyptischer Diplomat
- Pola Ayoub Matta Usama Shafik Akhnoukh (* 1971), koptisch-katholischer Geistlicher und Bischof von Ismayliah
- Elia Eskandr Abd Elmalak (* 1975), Geistlicher

## Städtepartnerschaften
- Iași, Rumänien

### Lexikonartikel
- Hans Bonnet: Lykopolis. In: Lexikon der ägyptischen Religionsgeschichte. 1952. Nachdruck: Nikol, Hamburg 2000, ISBN 3-937872-08-6, S. 429–430.
- Carl Heinrich Becker: Asyūṭ. In: Hamilton Alexander Rosskeen Gibb (Hrsg.): Encyclopaedia of Islam. Band 1, neue Ausgabe. Brill, Leiden 1960, S. 728–729, (referenceworks.brillonline.com).
- Horst Beinlich: Assiut. In: Wolfgang Helck (Hrsg.): Lexikon der Ägyptologie. Band 1. Harrassowitz, Wiesbaden 1975, Spalten 489–495.
- Randall Steward: Asyūṭ. In: Aziz Suryal Atiya (Hrsg.): The Coptic Encyclopedia. Band 1. Macmillan [u. a.], New York 1991, S. 296–297, (ccdl.libraries.claremont.edu).
- Wolfgang Helck/Eberhard Otto: Assiut. In: Kleines Lexikon der Ägyptologie. Harrassowitz, Wiesbaden 1999, ISBN 3-447-04027-0, S. 40–41.
- Federico Poole: Asyut. In: Kathryn A. Bard (Hrsg.): Encyclopedia of the Archaeology of Ancient Egypt. Routledge, London 1999, ISBN 0-415-18589-0, S. 157–159.
- Donald B. Spanel: Asyut. In: Donald Bruce Redford (Hrsg.): The Oxford Encyclopedia of Ancient Egypt. Band 1. University Press, Oxford 2001, S. 154–156.
- Stefan Timm: Asyūṭ. In: Das christlich-koptische Ägypten in arabischer Zeit. Band 1: A–C. (= Beihefte zum Tübinger Atlas des Vorderen Orients. Reihe B Geisteswissenschaften. Band 41, Nr. 1). Reichert, Wiesbaden 1984, ISBN 3-88226-208-7, S. 235–251.

### Monographien
Die Ergebnisse des seit 2003 laufenden Forschungsprojektes werden in der Schriftenreihe The Asyut project vorgelegt, in der nach Stand 2025 bisher 19 Bände erschienen sind.
- Description de l’Égypte. In: Antiquités. Band IV, Tafeln 43–49.
- Francis L. Griffith: The inscriptions of Siût and Dêr Rîfeh. Trübner, London 1889, ub.uni-heidelberg.de.
- Émile Chassinat, Charles Palanque: Une campagne de fouilles dans la nécropole d’Assiout. (= Mémoires publiés par les membres de l’Institut Français d’archéologie orientale du Caire. Band 24), Imprimerie de l’IFAO, Kairo 1911.
- Hellmut Brunner: Die Texte aus den Gräbern der Herakleopolitenzeit von Siut. In: Ägyptologische Forschungen. Nr. 5, Augustin, Glückstadt / Hamburg 1937.
- Elmar Edel: Die Inschriften der Grabfronten der Siut-Gräber in Mittelägypten aus der Herakleopolitenzeit. Eine Wiederherstellung nach den Zeichnungen der Description de l’Égypte. In: Abhandlungen der Rheinisch-Westfälischen Akademie der Wissenschaften. Nr. 71, Westdeutscher Verlag, Opladen 1984.
- Jochem Kahl: Siut – Theben. zur Wertschätzung von Traditionen im alten Ägypten. In: Probleme der Ägyptologie. Nr. 13, Brill, Leiden u. a. 1999.
- Jochem Kahl: Ancient Asyut. The First Synthesis after 300 Years of Research (= The Asyut Project. Band 1). Harrassowitz, Wiesbaden 2007, ISBN 978-3-447-05666-3 (Volltext als PDF; Auf: harrassowitz-verlag.de).
- Marcel Zitman: The Necropolis of Assiut – A Case Study of Local Egyptian Funerary Culture from the Old Kingdom to the End of the Middle Kingdom. (= Orientalia Lovaniensia Analecta. (OLA) Nr. 180). Band I: Text; Band II: Maps, Plans, Tombs, Illustrations, Tables, Lists. Leuven, Paris / Walpole 2010.

### Wissenschaftliche Aufsätze
- Pierre Montet: Les tombeaux de Siout et de Deir Rifeh. In: Kêmi. Band 1, 1928, S. 53–68, 4 Tafeln; Band 3, 1930, S. 45–111, 9 Tafeln; Band 6, 1936, S. 131–163, 5 Tafeln.
- Donald B. Spanel: The Herakleopolitan Tombs of Kheti I, Jt(.j)jb(.j), and Kheti II at Asyut (= Orientalia. [Roma, Neue Serie], Band 58, 1989). S. 301–314, Tafeln VI–XIII.